# Izakaja

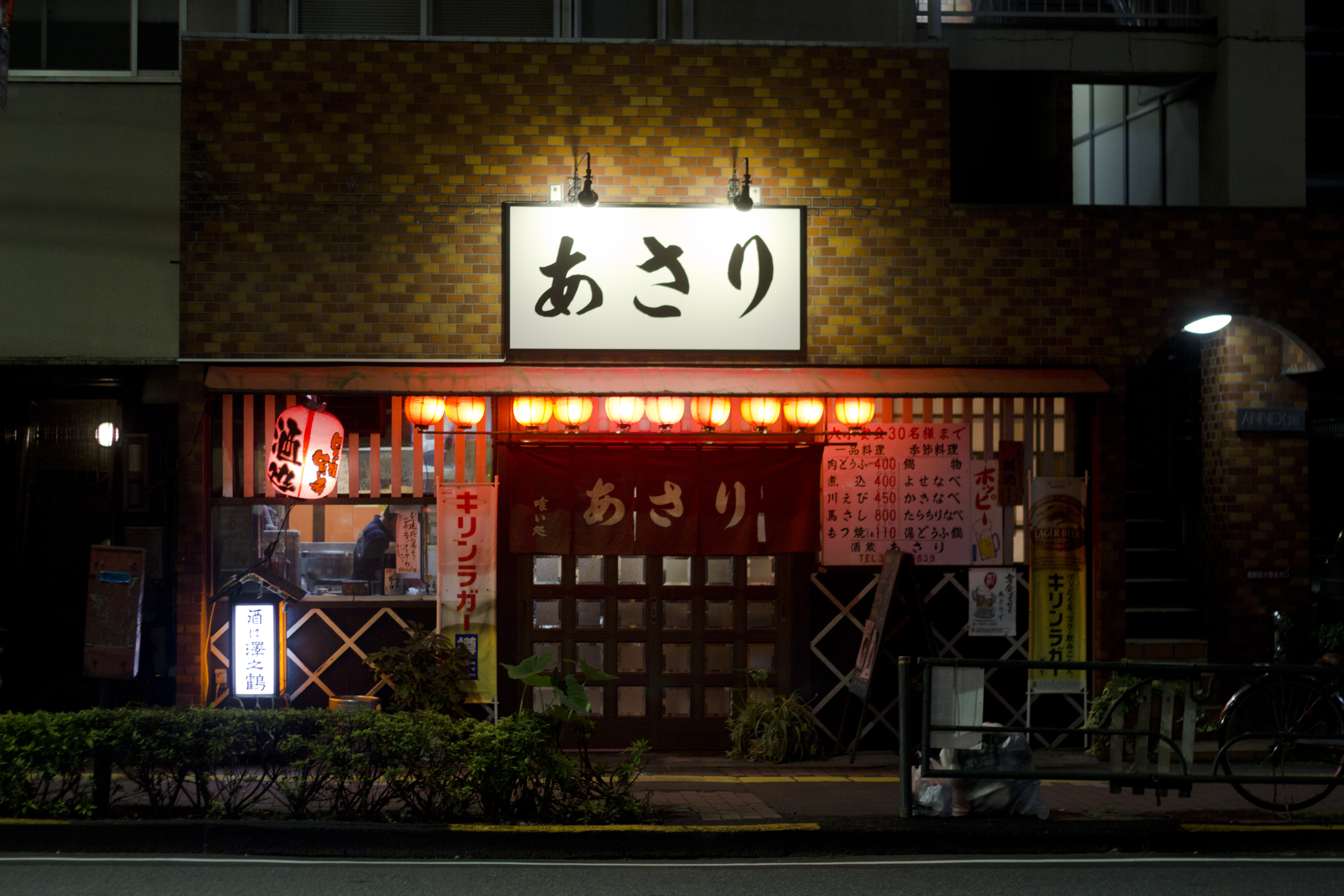
Egy izakaja Gotandában, Tokióban

Az izakaja (居酒屋) japán kocsmaféle, ahol rágcsálnivaló, de akár étel is kérhető alkoholos ital mellé. Gyakran látogatottak munka utáni iszogatásokra.

## Név
Izakaja összetett szó az „i” (maradni) és a „szakaja”" (szaké bolt) szavakból, ami arra mutat rá, hogy eredetileg ezek olyan szakéboltok voltak, amelyekben a vásárlók le tudtak ülni a helyiségben inni. Néha az izakaját akacsócsinnak (piros lampionnak) hívják mindennapi beszélgetésekben, mert eredetileg papírlampionok voltak előttük.

## Étkezés
Az izakajától függően a vendégek tatami szőnyegen ülnek és alacsony asztalról esznek, azaz a tradicionális japán stílusban, vagy sima asztalhoz ülnek székeken és így fogyasztanak. Sok izakajában mindkettőre lehetőség van, de akár a bárpulthoz is lehet ülni.
A legtöbb helyen először egy osiborit (meleg, vizes törülközőt) kapnak a vendégek, amivel megtisztíthatják kezüket; ezután otósit vagy cukidasit (egy kis harapnivalót/előételt) szolgálnak fel számukra. Ezek helyi szokások, amiket gyakran hozzáadnak a számlához mint belépési díjat. A Kantó régióban otósinak, a Kanszai régióban pedig cukidasinak hívják.
A menü lehet hogy csak a falakon kiírva található meg, de általában az asztalokon is elhelyeznek egyet. Nagyobb izakajákban gyakoriak a képekkel ellátott menük is. Ételt és italt akármilyen sorrendben lehet rendelni a vendégeskedés alatt. Minden rendelést az asztalhoz hoznak, fizetni egyben kell. Nem úgy mint az általános japán étkezésben, itt az ételt megosztják, mindenki magának vesz a rendelt ételekből, ami a spanyol tapashoz hasonlít.
Jellemző az izakajákra a nomi-hódai („amennyit inni tudsz”) és a tabe-hódai („amennyit enni tudsz”). Egy megszabott összegért (fejenként) a vendégek annyi ételt és/vagy italt rendelhetnek, amennyit szeretnének, egy általában két- vagy háromórásra limitált ott-tartózkodás alatt.
Az izakajákban való étkezés szokatlan lehet külföldiek számára az óriási választék és a lassúság miatt. Az ételeket lassan, csak néhányat, és nem egyszerre sokat szokás rendelni az izakajákban. Amint valami elkészült, rögtön kiszolgálják a vendéget, ami a nyugati éttermektől eltérő. Elsőnek általában egy sört szokás rendelni, mielőtt leülnek és a menüt kezdik böngészni. Először könnyedebb ételt, szusit vagy edamamét rendelnek, majd egyre inkább haladva a markánsabb ízek világába mint a jakitori vagy a kara-age, a végén pedig egy rizs vagy tészta alapú étellel fejezik be, hogy jóllakjanak.

## Egy átlagos menü

Egy izakaja menüje

Sokféle izakaja van különböző választékokkal. Ezek mindig elérhetőek:[forrás?]

### Alkoholos italok
- Szaké (nihonsu)
- Sör (biiru)
- Sócsú
- Koktélok
  - Csuuhai
- Bor
- Whisky

### Ételek
Az izakajákban laktatóbbak az ételek, mint egy tapason vagy mezzén. A legtöbb étel olyan, amiből mindenki tud venni.
- Jakitori – grillcsirke nyárson
- Kusijaki – grillezett húsok és zöldségek nyárson
- Szasimi – nyers halszeletek
- Karaage – harapásnyi sültcsirkedarabok
- Edamame – főt és sózott hüvelyben szójabab
- Tofu
  - Hijajakko – hideg tofu feltéttel
  - Agedasi tofu – rántott tofu
- Cukemono – savanyúság

Olyan rizsételek, mint a ocsazuke vagy tésztaételek, mint a jakiszoba néha egy hosszabb italozgatás után kerülnek csak asztalra. (De legtöbbször a japánok nem esznek rizst és tésztát egyszerre (susokut), mivel amit isznak, a szakét rizsből főzik, ezért ez helyettesíti náluk a rizst az étkezés során.)

## Típusok
Eredetileg az izakajákban csak szakét és sört ittak munka után a férfiak; ez viszont kiegészült független nőkkel és diákokkal a növekvő népesség miatt. Ma már az izakaják, hogy egy színesebb vendégkört is el tudjanak látni, koktélokat és borokat is felraktak menüikre, továbbá jobban bebútorozzák a helyiséget.
- Lánc izakaják általában igen nagy befogadóképességűek és nagy választékkal is rendelkeznek, ezért is alkalmasak nagyobb összejöveteleket lebonyolítani.
- Cosplay izakaják a 2000-es években lettek felkapottak. A női kiszolgálók egy kosztümöt viselve várják a vendégeket. Némely izakajákban show-kat is adnak elő a beöltözött alkalmazottak.
- Jakitori-ják jakitorira specializálódtak. Gyakori, hogy a vendégek előtt grillezik a nyársra tűzött húsokat, zöldségeket.
- Robatajakikban a vendégek egy tűzhely előtt ülnek, ahol a chef grillezi a húsokat és zöldségeket. A friss alapanyagok kiállítva állnak a vendégek előtt, hogy rá tudjanak mutatni, amikor rendelni szeretnének.
- Az odenre specializálódott izakajákat oden-jának hívják. Ezek olyan utcai árusok, akiknél le is lehet ülni. Télen igen kedveltek és gyakoriak.

## Egyéb
- Japán konyhaművészet

## Fordítás
Ez a szócikk részben vagy egészben  az   Izakaya című angol Wikipédia-szócikk ezen változatának fordításán alapul.  Az eredeti cikk szerkesztőit annak laptörténete sorolja fel. Ez a jelzés csupán a megfogalmazás eredetét és a szerzői jogokat jelzi, nem szolgál a cikkben szereplő információk forrásmegjelöléseként.

## További olvasmányok
- Izakaya: The Japanese Pub Cookbook (2008) by Mark Robinson, Photographs by Masashi Kuma, ISBN 978-4-7700-3065-8, Kodansha International  (angolul)